# Шамраївська волость
Шамраївська волость — історична адміністративно-територіальна одиниця Васильківського повіту Київської губернії з центром у селі Шамраївка.
Виникла на початку XX сторіччя виокремленням із Трушківської волості.
Старшинами волості були:
- 1910—1915 роках — Федір Григорович Пустовойт[1],[2],[3],[4].